# Бойко Ігор Євгенович
Отець-доктор Ігор Бойко (нар. 6 серпня 1976, Львів, Україна) — український священник, ієрей, ректор Львівської духовної семінарії Святого Духа УГКЦ. Доктор морального богослов'я, кандидат філософських наук зі спеціальності «Етика».

## Життєпис

### Навчання
У 1990–1994 навчався у класичній гімназії Української Папської Малої Семінарії (Рим, Італія). У 1994–1996 роках навчався у Папському Урбаніанському університеті (Рим, Італія), став бакалавром філософії. У 1996–1997 роках навчався в Папському східному інституті (Рим, Італія), в 1997–2000 роках — у Папському григоріянському університеті (Рим, Італія), став бакалавром богослов'я.
Впродовж 2000–2002 років навчався у Папському Латеранському університеті, Вищому інституті морального Богослов'я, Академії св. Альфонса (Рим, Італія), здобув ступінь ліценціат морального богослов'я.
У 2003–2006 — навчання у Папському Латеранському університеті, Вищому інституті морального Богослов'я, Академії св. Альфонса (Рим, Італія), отримав ступінь доктор морального богослов'я.

### Душпастирське служіння
13 вересня 2003 р. отримав ієрейські свячення.
Від 2006 — викладач морального богослов'я (біоетики) Українського католицького університету та Львівської духовної семінарії Святого Духа.
Від 2007 — член-кореспондент Папської академії «Pro vita».
У 2007–2012 роках — декан філософсько-богословського факультету Українського католицького університету.
Від 2009 — керівник Школи біоетики Українського католицького університету.
У 2012–2013 роках — магістр Колегіуму імені Патріарха Йосифа Сліпого Українського католицького університету.
9 серпня 2013 р. призначений ректором Львівської духовної семінарії Святого Духа.

## Публікації

### Книги
- Ігор Бойко. Біоетика, скрипти для студентів. — Український католицький університет, Львів, 2008. — 180 с.
- Сто питань на інтимні теми. — Свічадо, Львів. — 2012.

Підготував до друку:
- Вальтер Шауп. Провідні етичні цінності в діяльності біоетичних комітетів лікувальних установ Європейського Союзу: Курс лекцій. — Львів: Видавництво УКУ, 2011. — 56 с.

### Статті
- Ihor Boyko. Il senso della vita umana nel dibattito bioetico contemporaneo. — Львів: Львівські куншти, 2006. — 395 c.
- о. Ігор Бойко. Стосунки між лікарем і особою з психічними розладами // Матеріали науково-практичної конференції «Психічні розлади серед населення України: роль і завдання Церкви, відповідальність держави і суспільства». — С. 51-60. — 31 жовтня 2006 р. м. Івано-Франківськ.
- Ihor Boyko. «Zum gegenwärtigen Stand der Bioethik in der Ukraine», in Zeitschrift für medizinische Ethik, 53. — Jahrgang 2007, Heft 4. — С. 331-341.
- о. Ігор Бойко. Моральна оцінка суїциду // Матеріали І Всеукраїнської міжконфесійної християнської науково-практичної конференції «Формування основ християнської моралі в процесі духовного відродження нації». — Кам'янець-Подільський: Буйницький О. А., 2008. — С.  74-87.
- о. Ігор Бойко (рецензент). Християнська етика. 8 клас. Матеріали до уроків: Посібник для вчителя. — Тернопіль: Мандрівець, 2008. — 88 с.
- Морально-етичний аспект терапевтичного використання стовбурових клітин // Наукові записки Українського католицького університету, Ч. 1, серія «Богослов'я» 1. — Львів 2009. — С. 193-204.
- Г. П. Дан. Етика для лікарів, медсестер та пацієнтів / Переклад Т. Різун / Львів, 2008. — С. 200. (о. І. Бойко — науковий редактор).
- Ihor Boyko. Manipulations with human life and surrogate motherhood: ethical aspects and moral guidenlines // Georgian Medical News, № 6 (195) 2011, ежемесячный научный журнал, Тбилиси — Нью-Йорк. — С. 15-18.
- о. Ігор Бойко. Культура життя і культура смерті у сучасному суспільстві. Журнал: Християнин і світ № 3 (4), 2010. — С. 43-45.
- о. Ігор Бойко. Бути даром для ближнього. Журнал: Пізнай правду. — Листопад-січень 2011. — С. 13-14.